# كأس السوبر الإسباني 2006
كأس السوبر الإسباني 2006 النسخة الحادية والعشرون لنهائيات كأس السوبر الإسباني وجمعت بطل الدوري الإسباني موسم 2005-06 برشلونة مع بطل كأس إسبانيا موسم 2005-06 إسبانيول ، أُقيمت من مباراتي ذهاب وإياب صيف عام 2006، وحقق برشلونة اللقب بعد فوزة بكلا المباراتيين وبمجموع 4-0 .

## التفاصيل

### مباراة الذهاب
| إسبانيول               | 0–1 | برشلونة                          |
| ---------------------- | --- | -------------------------------- |
| المدرب إرنيستو فلافيرد |     | جولي 43' · المدرب · فرانك ريكارد |

### مباراة الإياب
| برشلونة                                         | 3–0 | إسبانيول               |
| ----------------------------------------------- | --- | ---------------------- |
| تشافي 2' · ديكو 12 ،62' · المدرب · فرانك ريكارد |     | المدرب إرنيستو فلافيرد |